# Клитор-Мур
Клитор-Мур (англ. Cleator Moor) — небольшой город в английском церемониальном графстве Камбрия. Население 6939 человек.

## История
Исторически город образовался возле металлургических предприятий. Ранее на территории города располагались железодобывающие шахты, интенсивная добыча руды приводила к провалам земли в городе. Целый район города был разрушен из-за оседания почвы, часть железнодорожного пути вынужденно перенесли в другую местность.
Приток ирландских рабочих дал городу прозвище «маленькая Ирландия», наличие ирландцев ранее провоцировало в городе конфликт между адептами католической и протестантской церквей.
В связи с упадком традиционной железнорудной промышленности большая часть населения города зависит от туризма и атомного центра в Селлафилде, где занято около половины населения города.

## Спорт
В городе базируются несколько любительских спортивных клубов, «Wath Brow Hornets» по регби и «Клитор Мур Селтик». В футбольном клубе «Клитор Мур Селтик» воспитывались игроки которые впоследствии перешли в такие профессиональные клубы как Шеффилд Уэнсдей, Блэкпул, Ипсвич Таун и Карлайл Юнайтед. Голкипер сборной Англии и ФК Бураспор Карсон Скотт начинал карьеру в «Клитор Мур Селтик».